# Joan Mascaró i Altimiras
Joan Mascaró i Altimiras (Barcelona, 1949) és un lingüista català. Es va doctorar en lingüística pel Massachusetts Institute of Technology el 1976 i en filologia romànica per la Universitat de Barcelona el 1977. Actualment és professor catedràtic a la Universitat Autònoma de Barcelona, on és membre del grup de recerca del Centre de Lingüística Teòrica. Les seves línies d'investigació s'han centrat sobretot en la fonologia, la morfologia i la teoria lingüística. Té un bon nombre de publicacions en revistes especialitzades i volums miscel·lanis.

## Publicacions destacades
- Catalan Phonology and the Phonological Cycle. Bloomington: University Linguistic Club, 1978. Tesi doctoral publicada en català amb el títol de La fonologia catalana i el cicle fonològic. Bellaterra: Universitat Autònoma de Barcelona, 1983.
- Diccionari català invers amb informació morfològica (juntament amb Joaquim Rafel i Fontanals). Barcelona: Publicacions de l'Abadia de Montserrat, 1990.
- L'estructura fonològica del català: El cicle fonològic i el component morfològic (tesi doctoral). Barcelona: Universitat de Barcelona, 1982.
- Gramàtica del català contemporani (director, juntament amb Joan Solà, Maria-Rosa Lloret i Manuel Pérez Saldanya). 3 vols. Barcelona: Empúries, 2002.
- Manual de transcripció fonètica (juntament amb Eulàlia Bonet i Maria-Rosa Lloret). Barcelona: Universitat Autònoma de Barcelona, 1997.
- Morfologia. Barcelona: Enciclopèdia Catalana, 1985.